# TREX2
TREX2 (англ. Three prime repair exonuclease 2) – білок, який кодується однойменним геном, розташованим у людей на X-хромосомі. Довжина поліпептидного ланцюга білка становить 279 амінокислот, а молекулярна маса — 30 621.
| 10         |  | 20         |  | 30         |  | 40         |  | 50         |
| ---------- |  | ---------- |  | ---------- |  | ---------- |  | ---------- |
| MGRAGSPLPR |  | SSWPRMDDCG |  | SRSRCSPTLC |  | SSLRTCYPRG |  | NITMSEAPRA |
| ETFVFLDLEA |  | TGLPSVEPEI |  | AELSLFAVHR |  | SSLENPEHDE |  | SGALVLPRVL |
| DKLTLCMCPE |  | RPFTAKASEI |  | TGLSSEGLAR |  | CRKAGFDGAV |  | VRTLQAFLSR |
| QAGPICLVAH |  | NGFDYDFPLL |  | CAELRRLGAR |  | LPRDTVCLDT |  | LPALRGLDRA |
| HSHGTRARGR |  | QGYSLGSLFH |  | RYFRAEPSAA |  | HSAEGDVHTL |  | LLIFLHRAAE |
| LLAWADEQAR |  | GWAHIEPMYL |  | PPDDPSLEA  |  |            |  |            |

A: Аланін

C: Цистеїн

D: Аспарагінова кислота

E: Глутамінова кислота

F: Фенілаланін

G: Гліцин

H: Гістидин

I: Ізолейцин

K: Лізин

L: Лейцин

M: Метіонін

N: Аспарагін

P: Пролін

Q: Глутамін

R: Аргінін

S: Серин

T: Треонін

V: Валін

W: Триптофан

Кодований геном білок за функціями належить до гідролаз, екзонуклеаз, нуклеаз. 
Задіяний у таких біологічних процесах, як пошкодження ДНК, репарація ДНК, альтернативний сплайсинг. 
Білок має сайт для зв'язування з іонами металів, іоном магнію. 
Локалізований у ядрі.